# 棕色坭蛇
棕色坭蛇（學名：Trachischium guentheri），又稱玫瑰腹食蚯蚓蛇、耿氏坭蛇，是蛇亞目水游蛇科坭蛇屬下的一個蛇種，主要分布於印度、孟加拉國、尼泊爾及不丹。其學名是後人根據大英博物館著名動物學家阿尔伯特·甘瑟（Albert Günther，1830-1914）的名字所改的。

## 保护
本种于2023年被收录入《有重要生态、科学、社会价值的陆生野生动物名录》。

## 備註
- Boulenger、George A：《The Fauna of British India, Including Ceylon and Burma》頁541，倫敦：Taylor & Francis，Reptilia and Batrachia，xviii，1890年。